# Finale della Coppa CERS 2000-2001
La finale della 21ª edizione della Coppa CERS fu disputata in gara d'andata e ritorno tra gli spagnoli del Vic e i connazionali del Noia. Con il punteggio complessivo di 9 a 7 fu il Vic ad aggiudicarsi per la prima volta nella storia il trofeo.

## Le squadre
| Squadre | Partecipazioni precedenti (il grassetto indica la vittoria) |
| ------- | ----------------------------------------------------------- |
| Vic     | 1994                                                        |
| Noia    | 1987, 1998                                                  |

## Il cammino verso la finale
Il Vic si qualificò alla finale con i seguenti risultati:
- Ottavi di finale: eliminato il Walsum (vittoria per 5-1 all'andata e per 9-5 al ritorno);
- Quarti di finale: eliminato il Modena (vittoria per 4-2 all'andata e per 4-3 al ritorno);
- Semifinale: eliminato il Gulpilhares (Vittoria per 7-1 all'andata e sconfitta per 6-2 al ritorno).

Il Noia si qualificò alla finale con i seguenti risultati:
- Ottavi di finale: eliminato il Coutras (vittoria per 10-2 all'andata e per 7-3 al ritorno);
- Quarti di finale: eliminato il Trissino (vittoria per 8-0 all'andata e per 5-3 al ritorno);
- Semifinale: eliminata il Paço de Arcos (sconfitta per 4-1 all'andata e vittoria per 7-3 al ritorno).

## Tabellini

### Andata
| Vic 3 marzo 2001 | Vic | 4 – 4 | Noia | Pavelló Olímpic de Vic |

### Ritorno
| Sant Sadurní d'Anoia 25 marzo 2001 | Noia | 3 – 5 | Vic | Pavelló Olímpic de l'Ateneu Agrícola |